# El Chichón
El volcán El Chichón, más conocido como Chichonalen las regiones cercanas (Chiapas, Tabasco, Sur de Veracruz), es un volcán estratificado activo que se localiza en la región montañosa que colinda con los municipios de Pichucalco, Francisco León y Chapultenango, en el noroeste del Estado mexicano de Chiapas, a unos 25 km de Pichucalco (Chiapas), y a unos 75 km de San Cristóbal de las Casas (Chiapas).
Los volcanes estratificados están considerados como los de actividad más letal, pues no arrojan lava, sino que las emisiones son principalmente de cenizas y gases (esencialmente aerosoles de ácido sulfúrico que ascienden verticalmente, muy alto en la atmósfera. Fue descubierto como volcán en 1928, por el geólogo alemán Friedrich Karl Gustav Müllerried. Antes de su erupción en 1982 tenía una altitud de 1260 m s. n. m., y de 1060 después de ella. Se formó a partir de capas alternantes de lava, ceniza y otros materiales arrojados por erupciones repetidas a través de fracturas y grietas de los estratos sedimentarios y calizos de la región. Los lugareños afirman que antes de 1982 el volcán también hizo erupción en 1850, a diferencia de los geólogos quienes dicen que eso fue hace alrededor de mil años (quizá dos erupciones en los pasados 1200 años). El Chichonal no había sido estudiado como volcán, sino solo como potencial fuente de energía geotérmica.
Recientemente se detectó actividad sísmica en los alrededores del volcán, por lo que se mantiene en constante y extrema vigilancia.

## Erupción de 1982
El domingo 28 de marzo de 1982, a las 23:32, se registró un sismo de 3.5 grados Richter. Le siguió una erupción que arrojó ceniza, rocas y gases hasta una altura de 17 km en la atmósfera. Esta ceniza estuvo cayendo en las inmediaciones del volcán en los días que siguieron, hasta el sábado 3 de abril. Los habitantes zoques dirían que desde noviembre de 1981 sintieron temblar la tierra. El personal de la CFE había reportado sacudidas y ruidos de la tierra, que el agua de los ríos se había calentado y emitía un olor a azufre, y que siempre había una nube de vapor sobre la montaña.
El sábado 3 de abril, en los alrededores del volcán se registró una intensa actividad sísmica (casi 30 temblores por hora durante la mañana, y uno cada minuto por la tarde) que anticipó la llegada de otra erupción. Los temblores prácticamente cesaron a las 19:00, y el volcán estalló violentamente a las 19:35 con una duración de 30 minutos aproximadamente. A las 5:33 del lunes 5 de abril, el Chichonal estalló por tercera vez con una duración de 45 minutos aproximadamente.
Se estima que el Chichonal arrojó quizá diez veces más ceniza y gases de lo que, dos años antes, había arrojado el monte Santa Helena, en el estado de Washington, EE. UU. La nube subió hasta la estratosfera (casi 35 km de altitud) y se extendió por todo el mundo. Los vientos que soplaban hacia el sur llevaron las cenizas a muchas ciudades de los estados de Tabasco, Campeche y parte de Oaxaca, Veracruz y Puebla, pero especialmente de Chiapas. Fue necesario desalojar a miles de habitantes de la región y se cerraron los aeropuertos y gran parte de los caminos.
Este tipo de erupciones se denominan "plinianas" en recuerdo de Plinio el Viejo, naturalista romano, que con su intención de no perder detalle de la erupción del Vesubio, que en el año 79 sepultó con varios metros de ceniza las ciudades de Pompeya y Herculano, se acercó demasiado y perdió la vida. Pero también en honor de Plinio el Joven, que describió la probable muerte de su tío, al igual que la erupción que él, más juicioso, presenció desde una distancia de varios kilómetros.
El volcán arrojó ceniza casi continuamente. Durante la erupción del sábado 3 de abril, hubo intensa actividad eléctrica, y ruido ensordecedor que parecía provenir de todas partes. Aunque la segunda y tercera erupciones fueron de corta duración (30 y 45 minutos, respectivamente) ambas estuvieron acompañadas de flujos piroclásticos, gigantescas avalanchas de gases (vapor de agua, ácido sulfúrico y óxidos de carbono y azufre) y cenizas a grandes temperaturas, que se mueven a velocidades increíbles.
Se calcula que en el Chichonal, estos flujos piroclásticos alcanzaron temperaturas de 750 °C y descendieron a más de 150 km/h en avalanchas de 8 km de largo, 60 m de alto y 150 m de ancho. Estos flujos fueron los responsables de la mayoría de las muertes registradas. Siguiendo la ruta trazada por el Valle del río Magdalena, destruyeron todo a su paso, incluido el municipio de Francisco León. La ceniza también bloqueó el cauce del río, creando un lago artificial que posteriormente inundarían la región con agua lodosa. Desde la noche del sábado y durante todo el domingo, la gente buscó desesperadamente escapar atravesando las montañas.
La mayor devastación ocurrió en las inmediaciones del volcán, siendo los municipios más afectados Francisco León y Chapultenango (que desaparecieron por completo), Nicapa, Esquipula Guayabal, El Naranjo. El ejército evacuó a mucha gente, pero mucha más se quedó, y nunca se supo cuántas personas murieron.
Científicos de EE. UU. consideraron que las cenizas de esta erupción formaron una nube de más de 3 kilómetros de espesor que flotando a 20 000 m de altitud rodeó el mundo desde México hasta la India; llegó a Hawái el 9 de abril; a Japón, el 18; al mar Rojo, el 21 y, por último, el 26 de abril cruzó el océano Atlántico. Estimaron también que la cantidad de luz solar incidente sobre la superficie terrestre se redujo en un 5 a 10%, con algún efecto en la temperatura media mundial de los dos años siguientes (del orden de una disminución del 0.5 °C).

## Testimonio desde San Cristóbal de las Casas
«San Cristóbal de las Casas fue oscureciéndose paulatinamente a medida que la nube llegaba. Al caer al suelo finalmente se compactarían en una capa de más de 1 cm de espesor. El lunes 5 de abril no amaneció. La oscuridad fue casi completa, y las lámparas de las calles permanecerían en adelante encendidas. Aunque había poca gente en la calle, los carros que circulaban levantaban densas nubes de ceniza que contribuían a oscurecer más el ambiente. Inicialmente el mercado Castillo Thielmans permaneció abierto, pero vacío, sin comerciantes. El temor crecía y algunas tiendas (La Casa Blanca, en Real de Guadalupe, Supermercado Jobel, hoy Elektra en General Utrilla) mostraban filas de potenciales compradores con intenciones de aprovisionarse de alimento para resistir algo cuyas características y duración nadie podía conocer. El obispo Samuel Ruiz García dirigió un mensaje por la radio, para calmar a la gente y ahuyentar la idea del fin del mundo.
Los días 5 y 6 de abril fueron de oscuridad para la ciudad. El lunes 5 la oscuridad fue completa. El temor era ya casi pánico y la angustia había sustituido a la diversión. Hacia el miércoles 7 y finalmente el jueves 8, la capa de ceniza se fue asentando, permitiendo que la gente recobrara el optimismo. Limpiar las casas se convirtió en la actividad principal, lo que significó un incremento notable de la cantidad de ceniza que flotaba o que cubría las calles. Simplemente se le barría para sacarla de las casas. Se dictaron algunas disposiciones, como la de prohibir tirarla en la vía pública. Se identificaron "tiraderos" en las afueras de la ciudad y se insistía, ahora, en el peligro que para la salud tendría respirar la ceniza. Lentamente, la normalidad volvió a San Cristóbal. Se reanudaron las corridas de autobuses de "la Colón" a México (lo que durante mucho tiempo fue su principal y casi única conexión con el mundo exterior). El mercado reabrió, al igual que las tiendas».
El Chichonal aporta hoy algunos ingresos para sus habitantes, quienes atienden a grupos de turistas que llegan a visitarlo. El cráter actual del volcán tiene 1 km de diámetro, y en su fondo se encuentra un lago de color verde amarillo (500 x 300 m con una profundidad de 1.5 m, y temperaturas de 35 a 50 °C). Cuenta con pozos y manantiales de agua hirviente.